# ليو غوغ
ليو غوغ (بالإنجليزية: Lew Gough)‏ هو لاعب كرة قدم أسترالية أسترالي، ولد في 1 سبتمبر 1903 في Yarck, Victoria ‏ في أستراليا، وتوفي في 26 ديسمبر 1934 في Boronia, Victoria ‏ في أستراليا.

## وصلات خارجية
- ليو غوغ على موقع AustralianFootball.com (الإنجليزية)
- ليو غوغ على موقع AFLtables.com (الإنجليزية)